# Panhard AML90

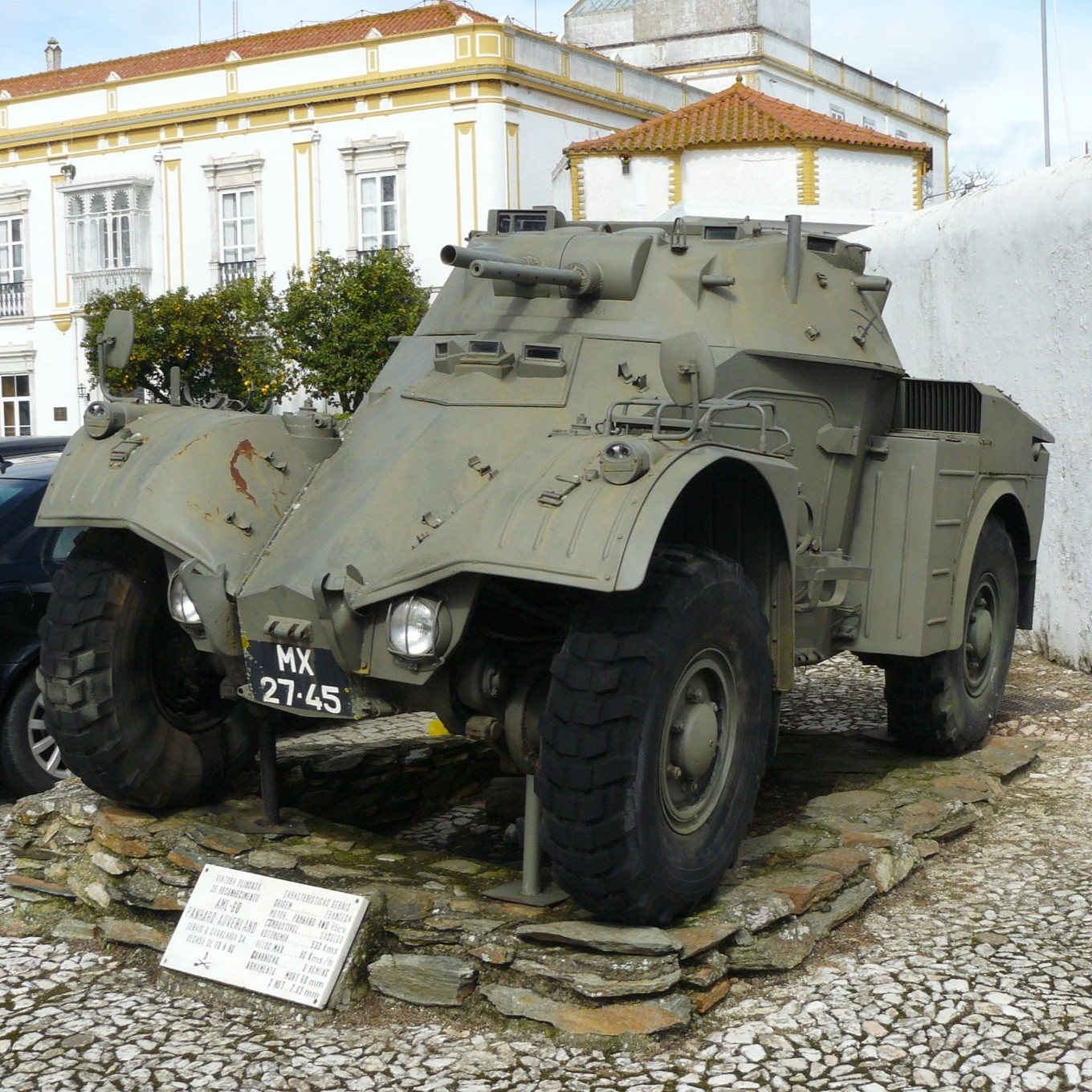
Portugese AML-60 met een HE 60-7 toren, met een 60 mm mortier en twee machinegeweren

De Panhard AML90 is een Franse pantserwagen uit de jaren zestig.

## Ontwikkeling
In 1956 stelde het Franse leger specificaties op voor een pantserwagen die in de koloniën de Britse Ferret moest vervangen. Het hoofdprobleem met dit laatste type was dat het, hoewel beschikkend over een goede mobiliteit, slechts met een machinegeweer bewapend was.
In het begin van de jaren vijftig werd het nog als onmogelijk beschouwd om een zeer lichte bouw met een zware bewapening te combineren. Een kanon met een goede uitwerking tegen vijandelijke pantservoertuigen had namelijk een grote mondingssnelheid nodig, wat weer leidde tot een grote terugslag en dus een grote toren om die terugslag op te vangen. Eind jaren vijftig leidde echter de voortgaande ontwikkeling van de holle lading ertoe dat ook trage granaten een voldoende doorborend vermogen kregen. Een vrij kort kanon kon zo effectief worden tegen ook de zwaarste tanks van die periode, zij het dan dat de trefzekerheid op grote afstand te lijden had.
De Société de Constructions Mécaniques Panhard et Levassor kreeg de opdracht een prototype te bouwen van een 4×4 pantserwagen met 90 mm kanon, onder de benaming Modèle 245. Concurrerende ontwerpen van Saviem en DEFA-AMX werden verworpen en Panhard kreeg de opdracht voor serieproductie. Het eerste voertuig werd in 1961 geleverd onder de typeaanduiding Panhard Automitrailleuse Légère 90.

## Beschrijving en versies
De AML90 kreeg een volledig gelaste romp. Er waren drie compartimenten, voorin de chauffeur, in het midden de bewapening en bemanning en achterin de motor. In de toren was plaats voor twee personen, de commandant (links) en de schutter (rechts). De motor was bereikbaar door twee luiken aan de achterzijde.
Voor de voertuigen waren diverse torens en bewapening beschikbaar. De meest bekende is de toren met een 90 mm kanon. Andere torens waren beschikbaar, waaronder een versie met een 60 mm mortier en twee machinegeweren (HE 60-7), hetzelfde mortier en een 20 mm kanon (HE 60-20) of met twee luchtdoelkanonnen (S 530). Een versie kreeg geen toren, maar een ring waarop een machinegeweer kon worden gemonteerd (Scout Car).
Enkele specificaties voor de AML met 90 mm kanon zijn: drie bemanningsleden, vierwielaandrijving, gewicht 5,5 ton, Panhard viercilinder luchtgekoelde benzinemotor met een vermogen van 90 pk waarmee een maximumsnelheid van 90 km/h mogelijk was. Er was ruimte voor 20 90 mm granaten en 2000 patronen voor het machinegeweer.

## Inzet
De Panhard AML90 werd een groot exportsucces, vooral in Afrika en het Midden-Oosten waar wielvoertuigen door de grote afstanden een superieure strategische mobiliteit bezaten ten opzichte van rupsvoertuigen. Zuid-Afrika zou het type in licentie gaan bouwen onder de naam Eland en er zo'n 1600 van produceren. Het AML-chassis werd gebruikt voor een aantal ondersteuningsvoertuigen, varianten en projecten waarvan de Panhard AML60 mortierdrager de belangrijkste was.
De Franse productie is tot in de jaren tachtig doorgegaan en zou uiteindelijk de vierduizend overtreffen.

### Gebruikers
Gebruikers in 2023 waren:
- Algerije: 44 AML 60
- Angola: 3 AML 90
- Argentinië: 47 AML 90
- Bahrein: 22 AML 90
- Burkina Faso: 19 AML 60/AML 90
- Burundi: 6 AML 60, 12 AML 90
- Congo-Kinshasa: 17 AML 60, 14 AML 90
- Djibouti: 4 AML 60, 17 AML 90
- El Salvador: 5 AML 90 (vier in opslag)
- Gabon: 24 AML 60/AML 90
- Guinee: 2 AML 90
- Kameroen: 31 AML 90
- Kenia: 72 AML 60/AML 90
- Lesotho: 4 AML 90
- Marokko: 38 AML 60, 190 AML 90
- Mauritanië: 20 AML 60, 40 AML 90
- Myanmar: 50 AML 90
- Niger: 35 AML 20/AML 60, 90 AML 90
- Nigeria: 88 AML 60, 40 AML 90
- Rwanda: 90 AML 60/AML 90
- Saoedi-Arabië: 300 AML 60/AML 90
- Senegal: 30 AML 60, 74 AML 90
- Soedan: 6 AML 90
- Togo: 3 AML 60, 7 AML 90
- Tunesië: 40 AML 90
- Verenigde Arabische Emiraten: 49 AML 90